# Komisariat Straży Granicznej „Komańcza”
Komisariat Straży Granicznej „Komańcza” – jednostka organizacyjna Straży Granicznej pełniąca służbę ochronną na granicy polsko-czechosłowackiej w latach 1928–1939.

## Geneza
Na wniosek Ministerstwa Skarbu, uchwałą z 10 marca 1920, powołano do życia Straż Celną. Proces tworzenia Straży Celnej trwał do końca 1922. 
Komisariat Straży Celnej „Komańcza”, wraz ze swoimi placówkami granicznymi, wszedł w podporządkowanie Inspektoratu Straży Celnej „Dukla”.
W drugiej połowie 1927 przystąpiono do gruntownej reorganizacji Straży Celnej. W praktyce skutkowało to rozwiązaniem tej formacji granicznej.
Rozkazem nr 5 z 16 maja 1928 w sprawie organizacji Małopolskiego Inspektoratu Okręgowego dowódca Straży Granicznej gen. bryg. Stefan Pasławski powołał komisariat Straży Granicznej „Baligród”, który przejął ochronę granicy od rozwiązywanego komisariatu Straży Celnej.

## Formowanie i zmiany organizacyjne
Rozporządzeniem Prezydenta Rzeczypospolitej Polskiej Ignacego Mościckiego z 22 marca 1928, do ochrony północnej, zachodniej i południowej granicy państwa, a w szczególności do ich ochrony celnej, powoływano z dniem 2 kwietnia 1928 Straż Graniczną.
Rozkazem nr 5 z 16 maja 1928 w sprawie organizacji Małopolskiego Inspektoratu Okręgowego dowódca Straży Granicznej gen. bryg. Stefan Pasławski przydzielił komisariat „Baligród” do Inspektoratu Granicznego nr 19 „Nowy Zagórz” i określił jego strukturę organizacyjną. 
Już 8 września 1928 dowódca Straży Granicznej rozkazem nr 6 w sprawie organizacji Małopolskiego Inspektoratu Okręgowego podpisanym w zastępstwie przez mjr. Wacława Szpilczyńskiego zmieniał organizację komisariatu i ustalał zasięg placówek. 
Rozkazem nr 7 z 25 września 1929 w sprawie reorganizacji i zmian dyslokacji Małopolskiego Inspektoratu Okręgowego komendant Straży Granicznej płk Jan Jur-Gorzechowski określił skład i granice nowo powstałego Inspektoratu Straży Granicznej „Sambor”. Komisariat „Wola Michowa” wszedł w jego strukturę. Czasowo pozostał jednak w Inspektoracie Granicznym „Krosno”.
Rozkazem nr 4 z 11 października 1932 w sprawach organizacji Małopolskiego Inspektoratu Okręgowego i niektórych inspektoratów granicznych', komendant Straży Granicznej płk Jan Jur-Gorzechowski przeniósł placówkę I linii „Roztoki” do Cisnej i przemianował ją na placówkę I linii „Cisna”.
Rozkazem nr 1 z 29 stycznia 1934 w sprawach [...] zmian przydziałów, komendant Straży Granicznej płk Jan Jur-Gorzechowski wyłączył placówkę I linii Wisłok z komisariatu Straży Granicznej „Jaśliska” i przydzielił do komisariatu Straży Granicznej „Wola Michowa”.
Rozkazem nr 3 z 23 czerwca 1934 w sprawach [...] tworzenia i zniesienia posterunków informacyjnych', komendant Straży Granicznej płk Jan Jur-Gorzechowski przeniósł siedzibę komisariatu i placówki II linii do Komańczy.
Rozkazem nr 4 z 17 grudnia 1934 w sprawach [...] zarządzeń organizacyjnych i zmian budżetowych, komendant Straży Granicznej płk Jan Jur-Gorzechowski przeniósł placówkę I linii „Maniów”  do Balnicy.
Rozkazem nr 2 z 16 stycznia 1939 w sprawie przejęcia odcinka granicy polsko-niemieckiej od Korpusu Ochrony Pogranicza na terenie Mazowieckiego Okręgu Straży Granicznej oraz przekazania Korpusowi Ochrony Pogranicza odcinka granicy na terenie Wschodniomałopolskiego Okręgu Straży Granicznej, komendant Straży Granicznej płk Jan Gorzechowski utworzył placówkę I linii „Zubeńsko” i posterunek SG „Czystohorb”. Tym samym rozkazem wydzielił placówkę I linii „Balnica” z komisariatu Straży Granicznej „Komańcza” i przydzielił do komisariatu Straży Granicznej „Cisna”.
Rozkazem nr 13 z 31 lipca 1939 w sprawach [...] przeniesienia siedzib i zmiany przydziałów jednostek organizacyjnych, komendant Straży Granicznej gen. bryg. Walerian Czuma przemianował posterunek SG „Czystohorb” na placówkę I linii i przeniósł ją do m. Dołżyca.
Siedziba komisariatu mieściła się w budynku, sprzedanym w 1935 Straży granicznej przez hr. Stanisława Potockiego.

## Służba graniczna
Sąsiednie komisariaty:
- komisariat Straży Granicznej „Jaśliska” ⇔ komisariat Straży Granicznej „Dwernik” − 1928
- komisariat Straży Granicznej „Jaśliska”  ⇔ komisariat Straży Granicznej „Dwernik” − 1935[17]

## Funkcjonariusze komisariatu
| Kierownicy/komendanci komisariatu | Kierownicy/komendanci komisariatu | Kierownicy/komendanci komisariatu |
| stopień                           | imię i nazwisko                   | okres pełnienia służby            |
| --------------------------------- | --------------------------------- | --------------------------------- |
| podkomisarz                       | Franciszek Szymański              | 1928 – 1930                       |
| podkomisarz                       | Stanisław Widliński               | 24 IX 1934–1939                   |
| Zastępcy komendanta komisariatu   |                                   |                                   |
| przodownik                        | Andrzej Rychter                   | 1 V 1939 –                        |

## Struktura organizacyjna
| Komisariat SG „Baligród”                           | Komisariat SG „Wola Miechowa (1/20)                | Komisariat SG „Wola Miechowa (1/20)                | Komisariat SG „Wola Miechowa (1/20)                | Komisariat SG „Komańcza”            |
| maj 1928                                           | wrzesień 1928                                      | wrzesień 1929                                      | 1931                                               | 1935                                |
| -------------------------------------------------- | -------------------------------------------------- | -------------------------------------------------- | -------------------------------------------------- | ----------------------------------- |
| placówka Straży Granicznej I linii „Radoszyce”     |                                                    |                                                    |                                                    |                                     |
| placówka Straży Granicznej I linii „Łupków”        |                                                    |                                                    |                                                    |                                     |
| placówka Straży Granicznej I linii „Maniów”        | placówka Straży Granicznej I linii „Maniów”        | placówka Straży Granicznej I linii „Maniów”        | placówka Straży Granicznej I linii „Maniów”        | placówka SG I linii „Balnica”       |
| placówka Straży Granicznej I linii „Roztoki Górne” | placówka Straży Granicznej I linii „Roztoki Górne” | placówka Straży Granicznej I linii „Roztoki Górne” | placówka Straży Granicznej I linii „Roztoki Górne” | placówka SG I linii „Cisna”         |
| placówka SG II linii „Baligród”                    | placówka Straży Granicznej II linii „Wola Michowa” | placówka Straży Granicznej II linii „Wola Michowa” | placówka Straży Granicznej II linii „Wola Michowa” | placówka SG II linii „Komańcza”     |
|                                                    | placówka Straży Granicznej II linii „Nowy Zagórz”  |                                                    |                                                    |                                     |
| placówka SG II linii „Cisna”                       |                                                    | placówka SG II linii „Cisna”                       | placówka SG II linii „Cisna”                       |                                     |
|                                                    |                                                    | placówka SG II linii „Sanok”                       |                                                    | placówka SG II linii „Sanok”        |
|                                                    |                                                    |                                                    |                                                    | placówka SG I linii „Wisłok Wielki” |